# JR東日本E353系電力動車組
E353系电力动车组是由JR东日本订购的一款直流傾斜式列車，2017年12月23日起用于中央本线的特別急行列車服务。
由9节编组和3节编组重联组成的先行量产列车，于2015年7月交付用于性能测试。E353系於2017至2018年間取代原运用于东京都新宿站-长野县松本站间“超级梓号”及东京都新宿站-山梨县龍王站甲斐路号列车的E351系電力動車組。

## 设计
列车外形的工业设计由奥山清行设计事务所负责。与其将要替换的E351系相似，E353系納入了傾斜式列車技術，以提高通过弯道的速度，最大运营速度将达到130 km/h。

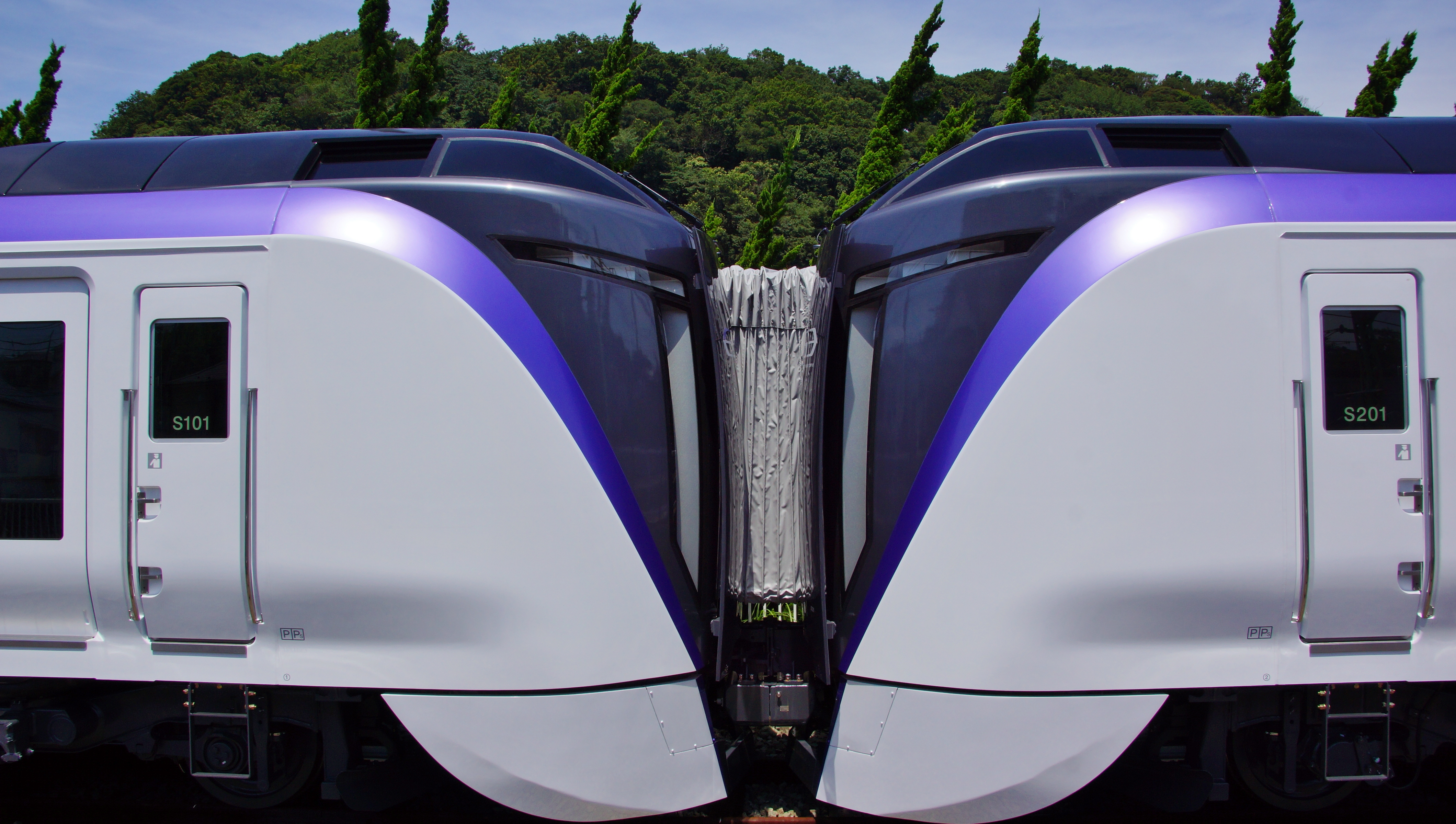
S101编组和S201编组贯通联结部位近摄（2015年7月）
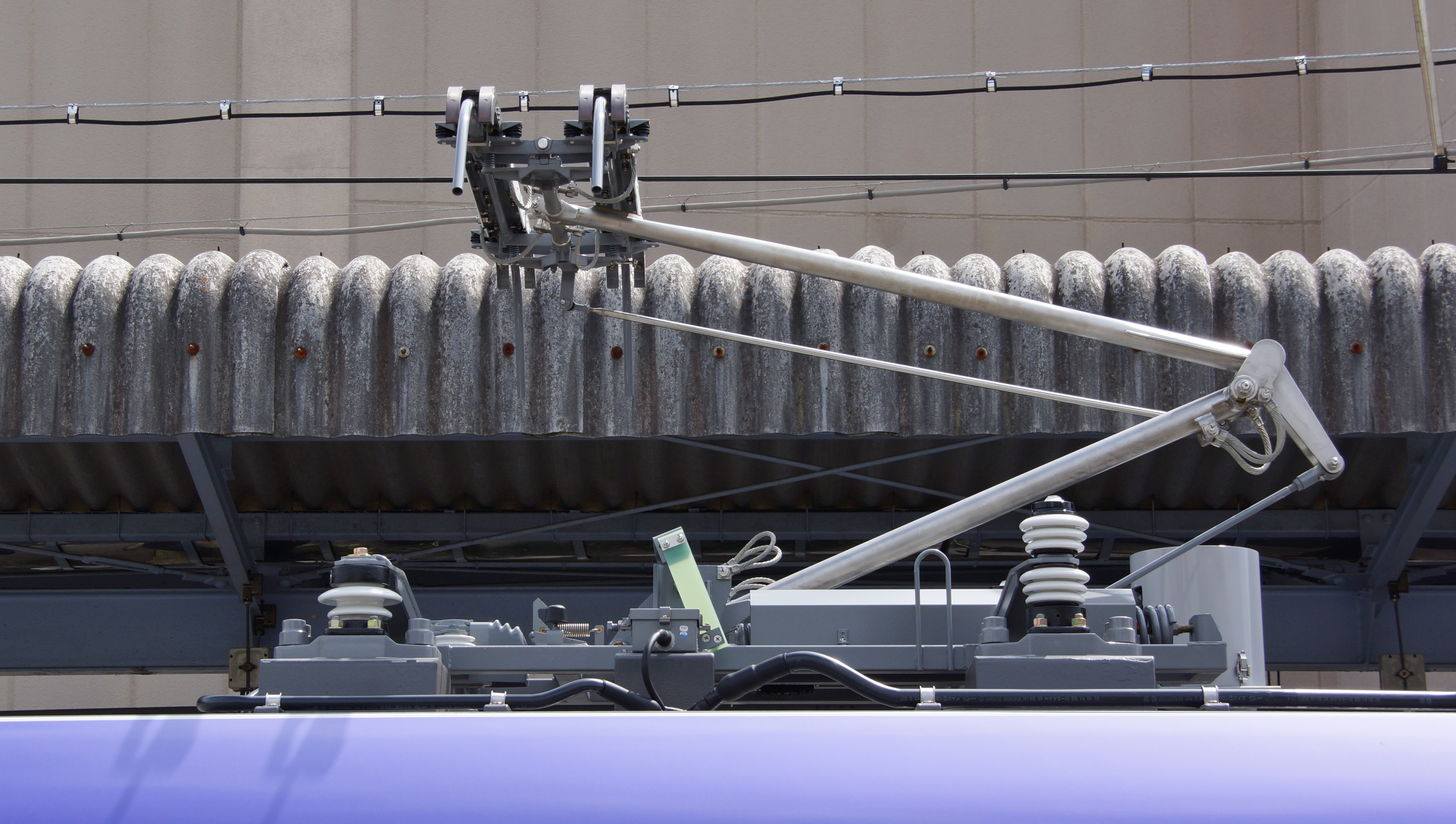
MoHa E353-1车（第10节车厢）上的单臂受电弓（2015年7月）

## 编组型式
列车由9节基本编组（S101）和3节附属编组（S201）组成；前者有5节带动力车厢；后者为全动力编组，包含南行（新宿）方向先头车1号车厢。
M：馬達車、T：拖車、c：設有駕駛室、s：設有車長室、販賣準備室及多用途室。第9車廂為綠色車廂。
|      | ←千葉・東京・新宿・河口湖方向富士山・甲府・松本・南小谷方向→ |                |             |           |               |               |                |           |           |           |           |           |
|      |                                                              |                |             |           |               |               |                |           |           |           |           |           |
| 号車 | 附屬編成                                                     | 附屬編成       | 附屬編成    | 基本編成  | 基本編成      | 基本編成      | 基本編成       | 基本編成  | 基本編成  | 基本編成  | 基本編成  | 基本編成  |
| 号車 | 1                                                            | <2>            | 3           | 4         | <5>           | 6             | <7             | 8         | 9         | <10       | 11        | 12        |
| 型式 | Mc                                                           | M              | Mc          | Tc        | M             | M             | M              | T         | Ts        | M         | M         | Tc        |
| 型号 | KuMoHa E353                                                  | モハ E353-1000 | KuMoHa E352 | KuHa E353 | MoHa E353-500 | MoHa E352-500 | MoHa E353-2000 | SaHa E353 | SaRo E353 | MoHa E353 | MoHa E352 | KuHa E352 |

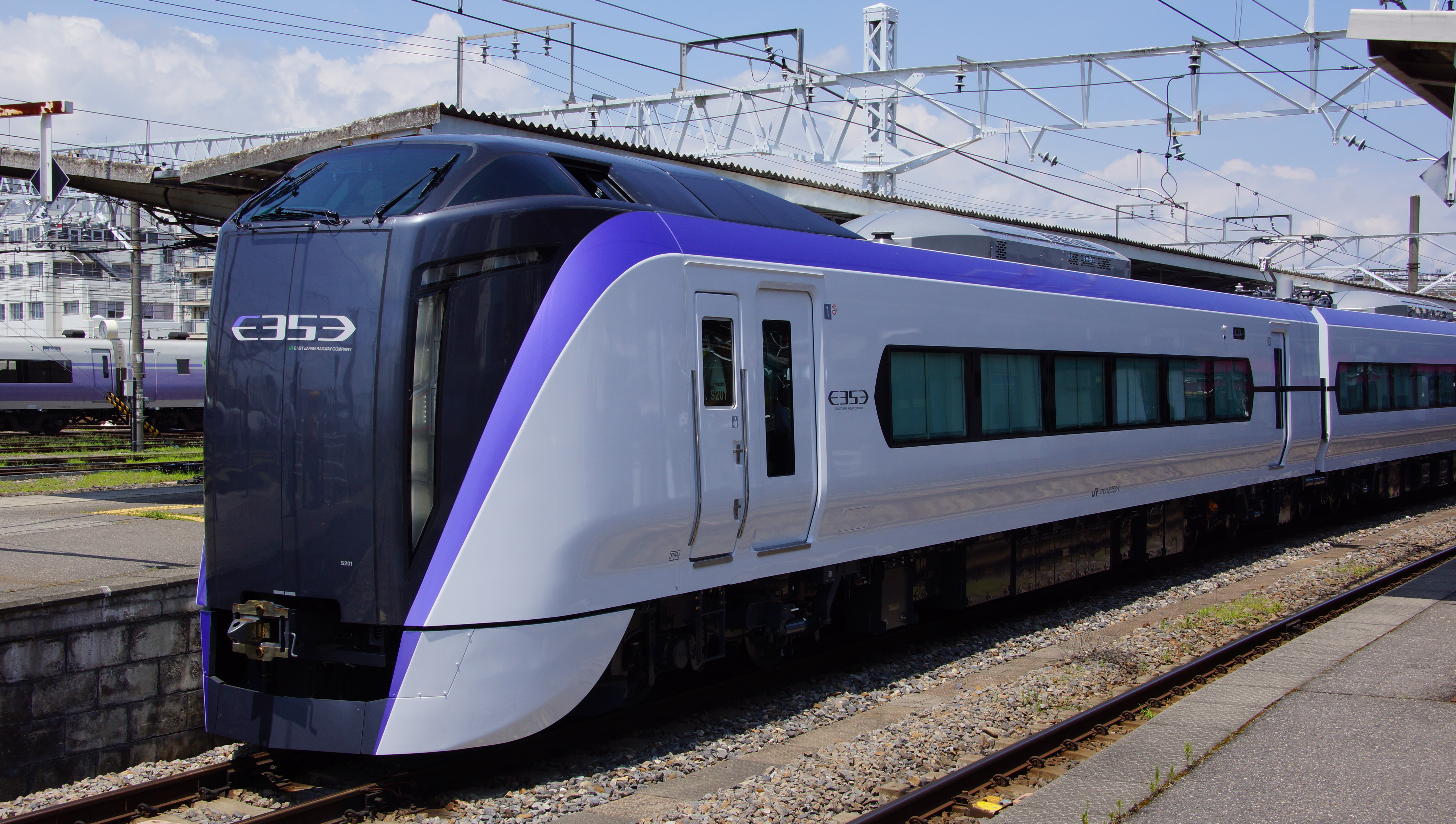
KuMoHa E353-1 （第1节）
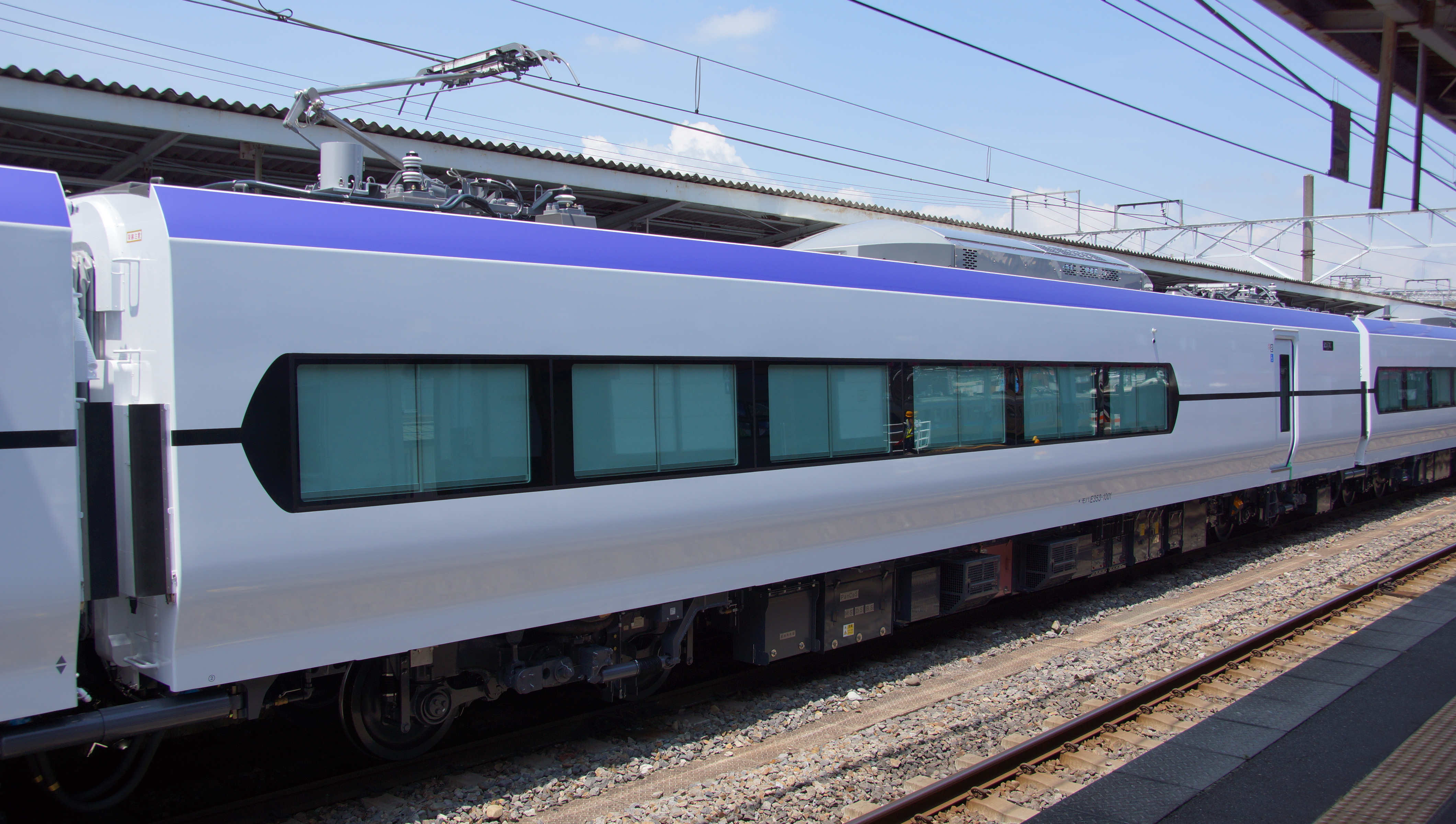
MoHa E353-1001 （第2节）
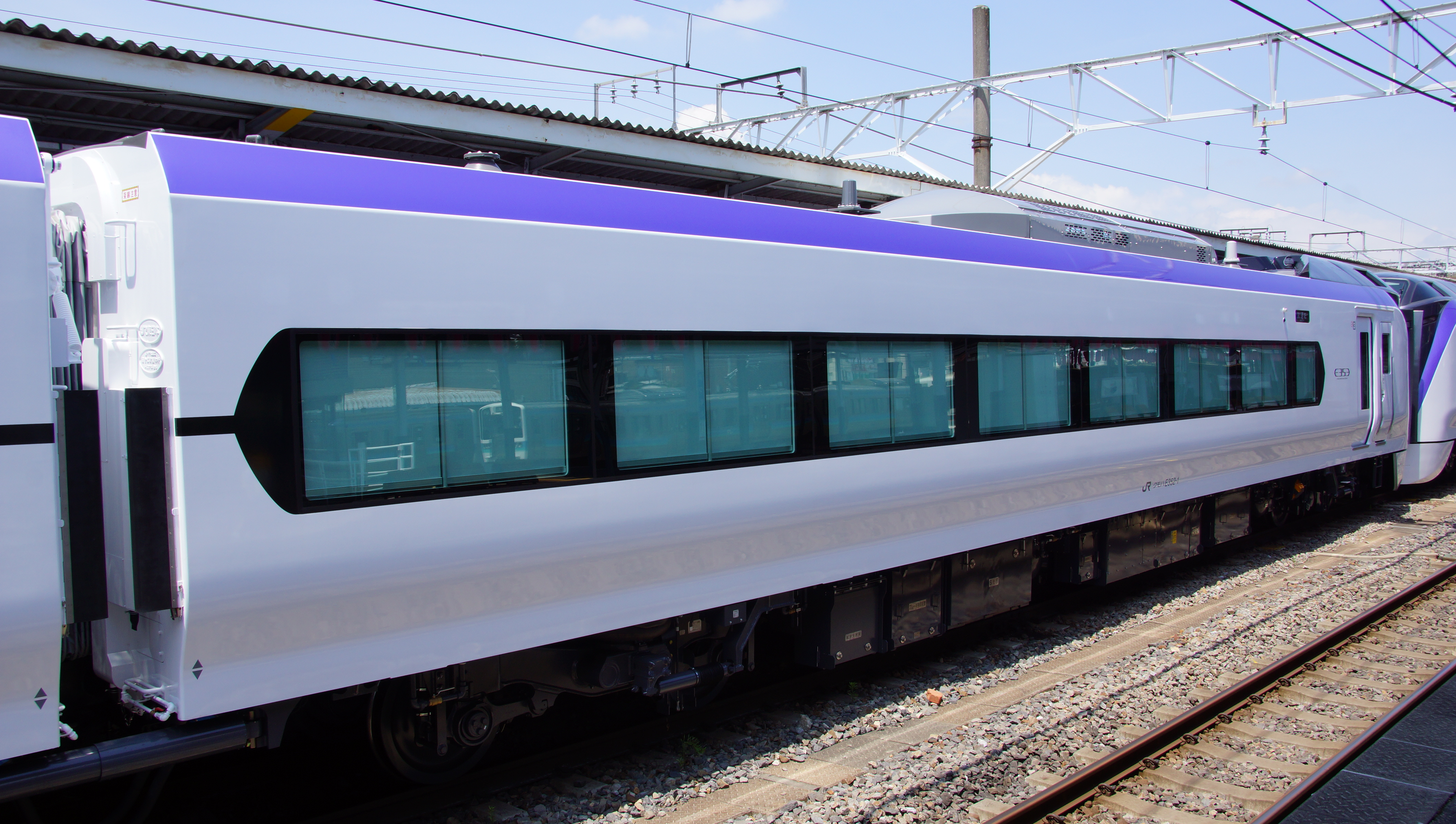
KuMoHa E352-1 （第3节）
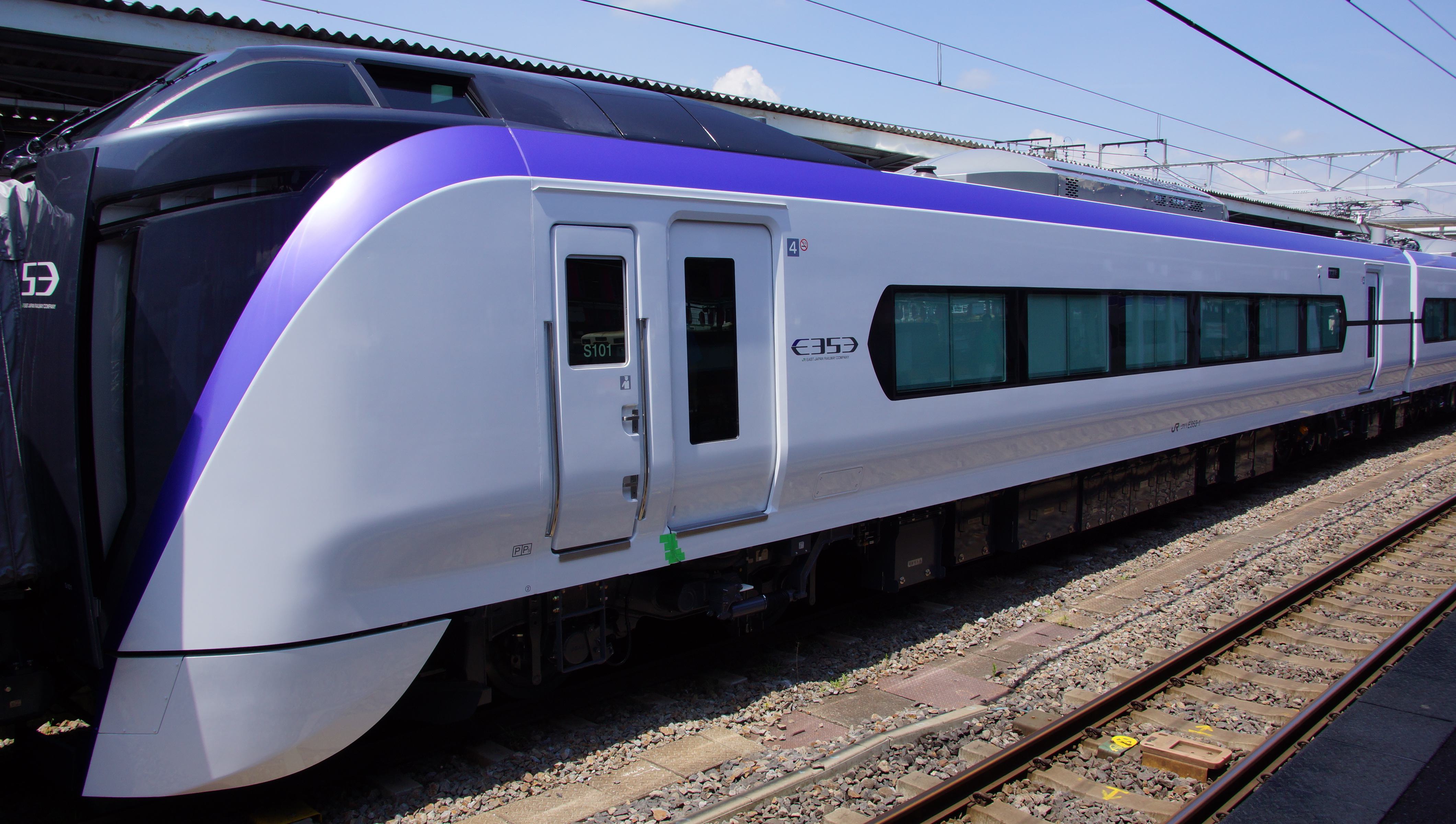
KuHa E353-1 （第4节）
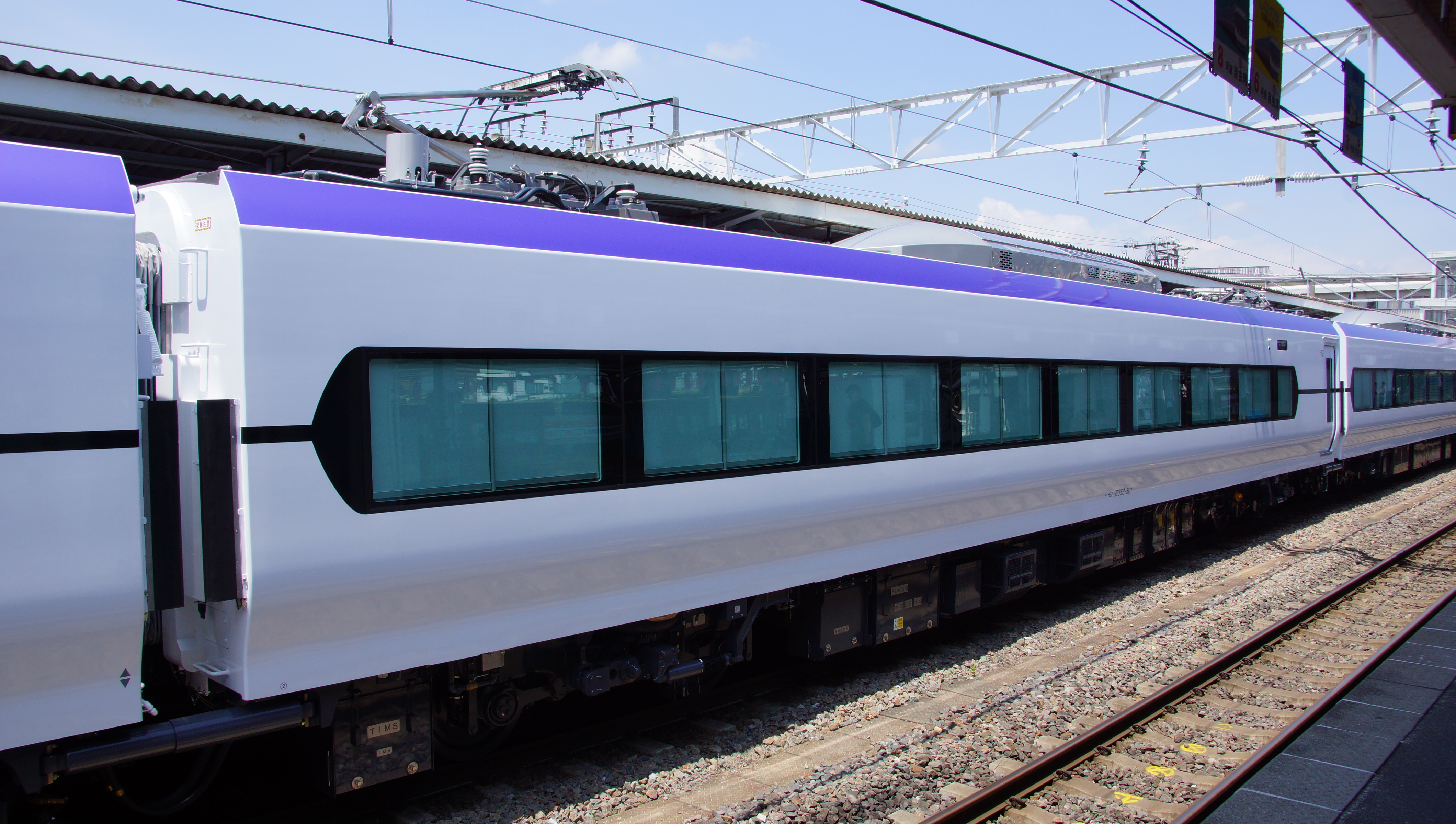
MoHa E353-501 （第5节）
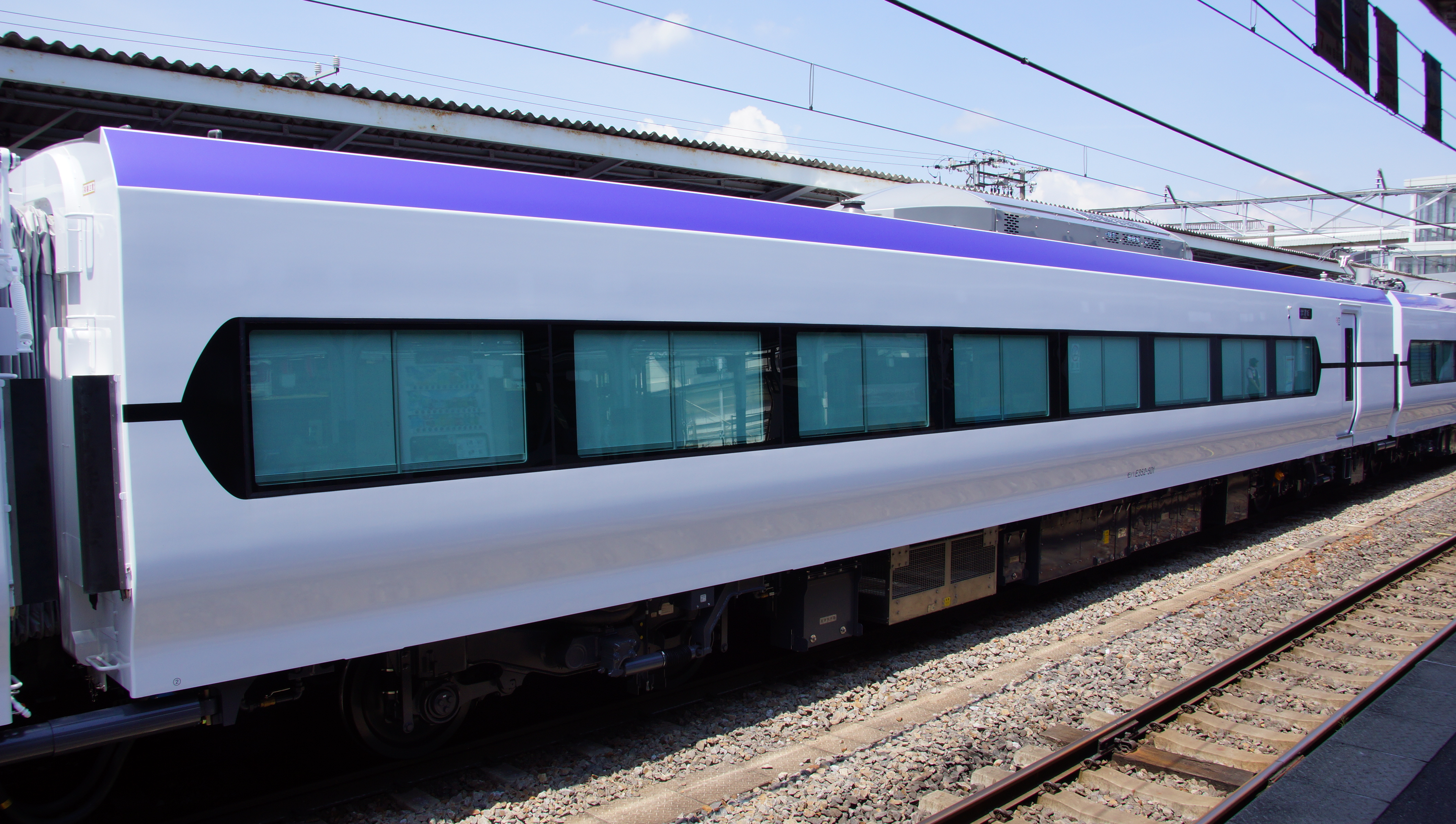
MoHa E352-501 （第6节）
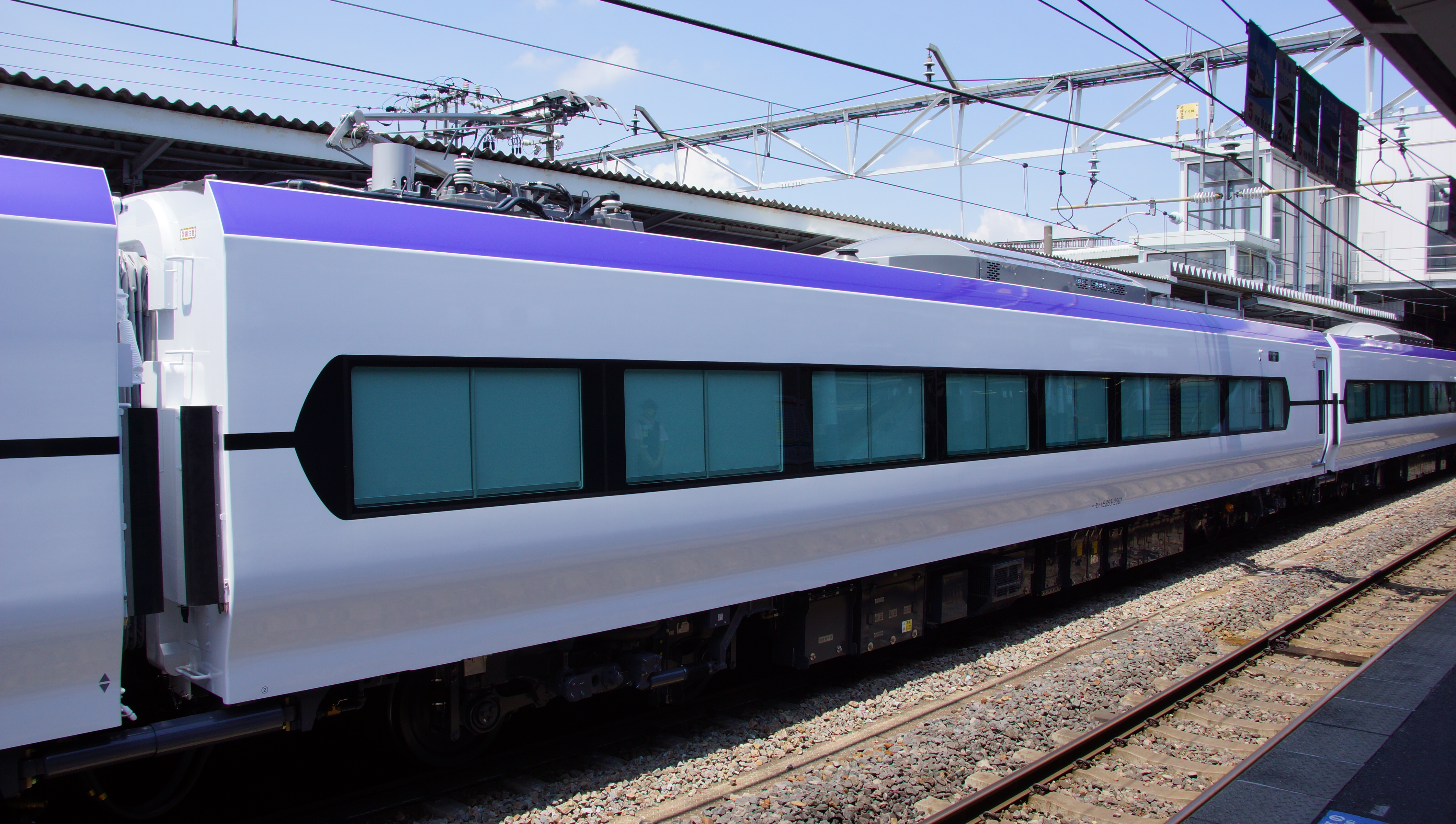
MoHa E353-2001 （第7节）
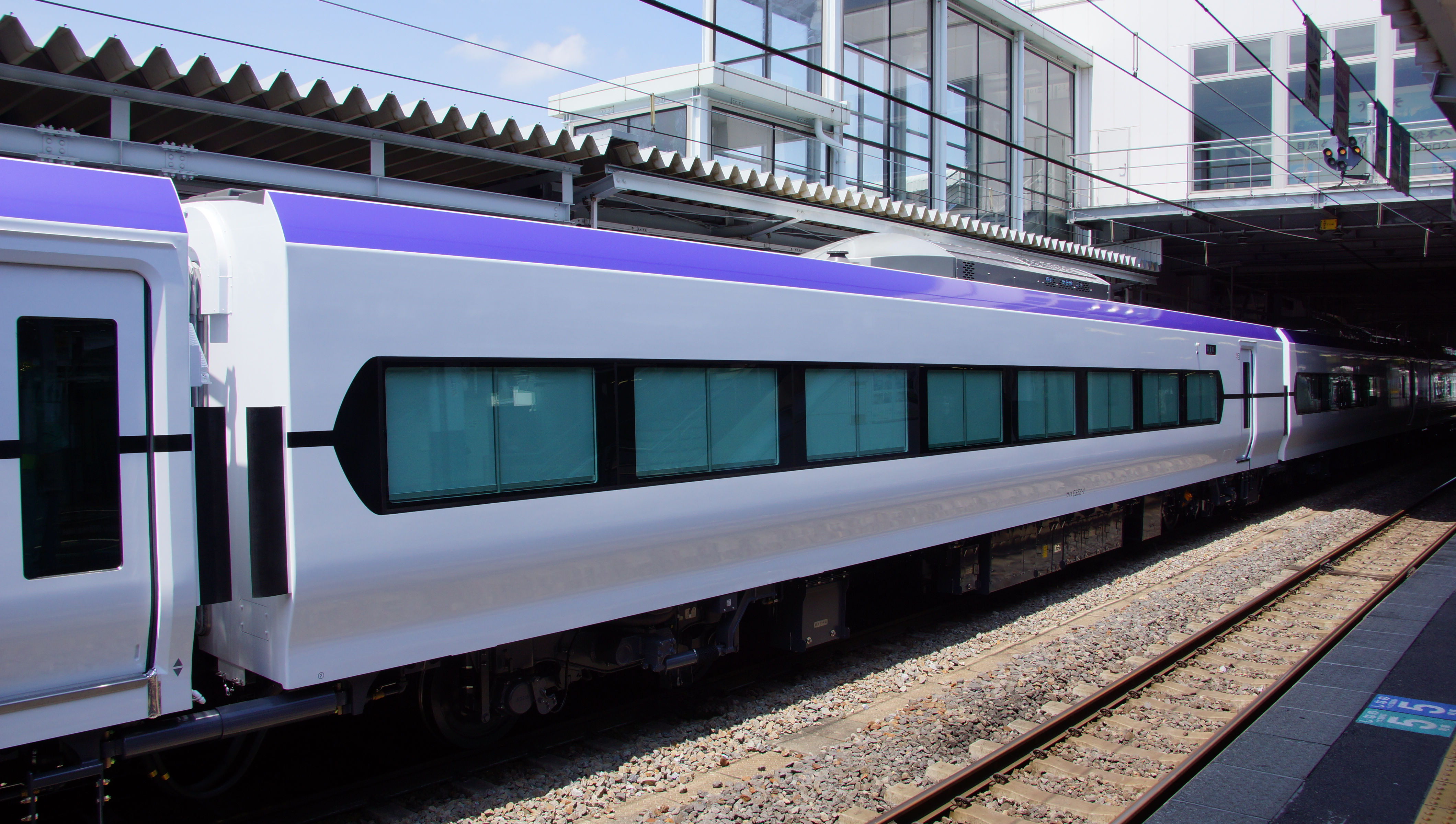
SaHa E353-1 （第8节）
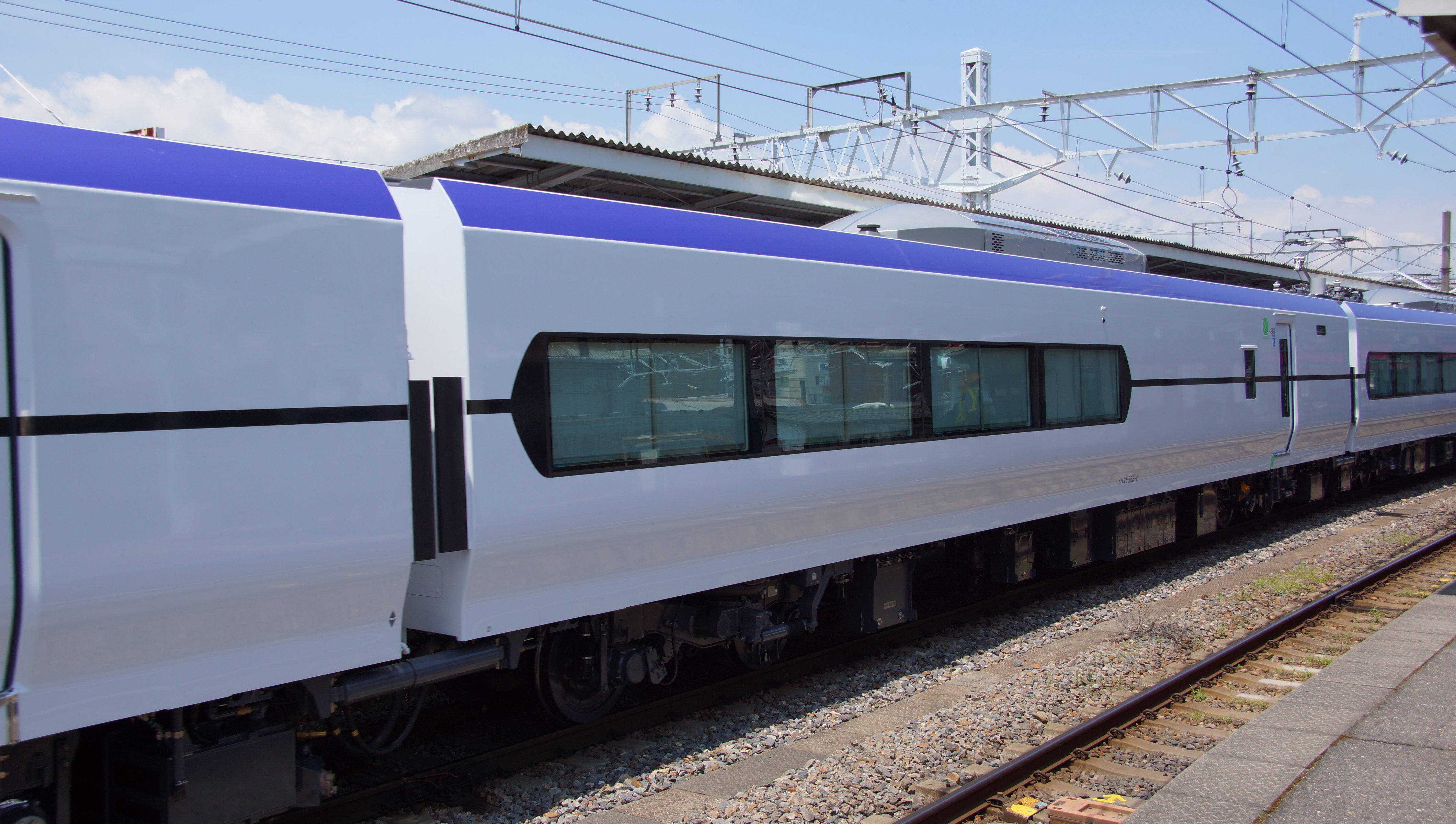
SaRo E353-1 （第9节）
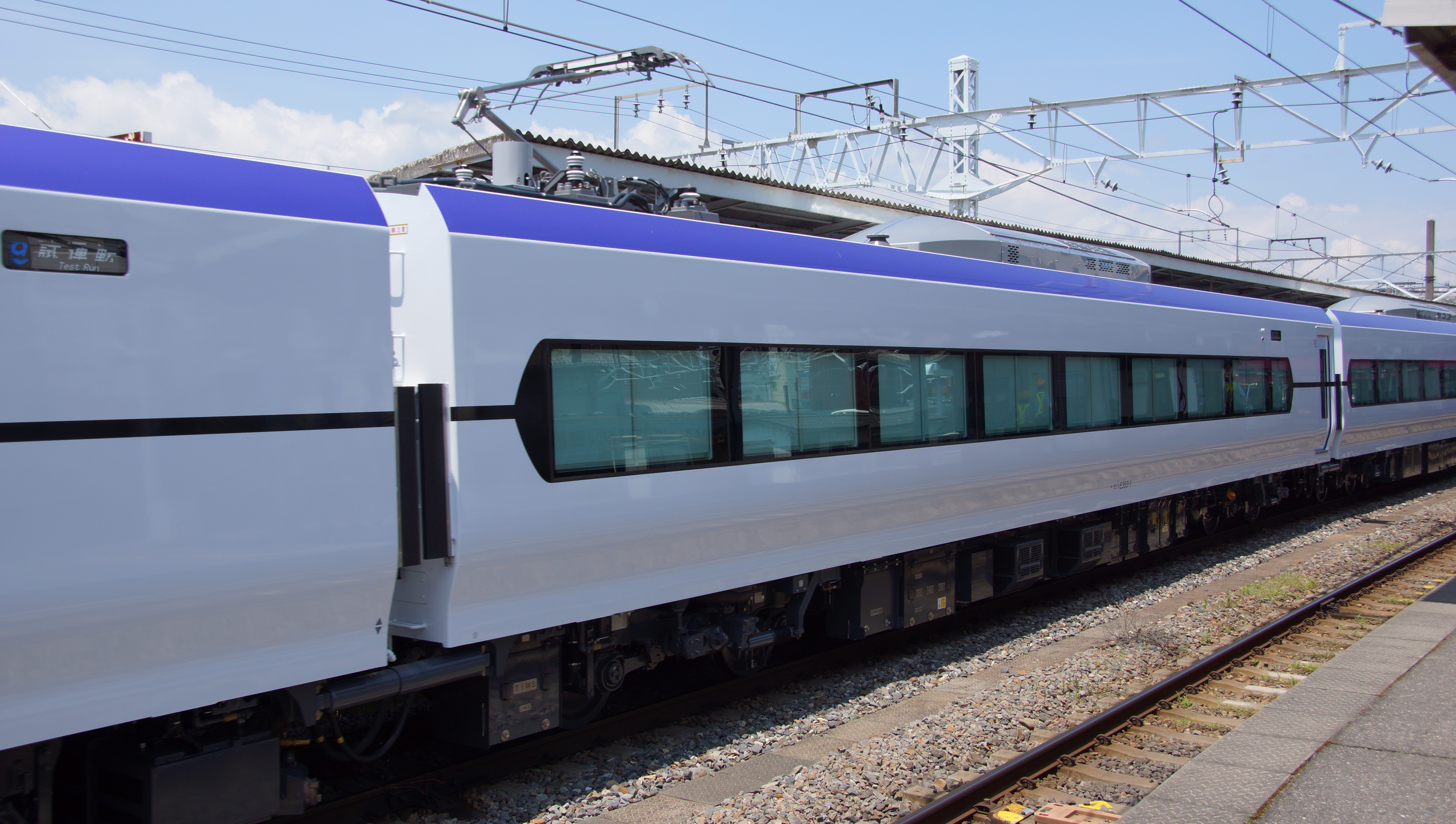
MoHa E353-1 （第10节）
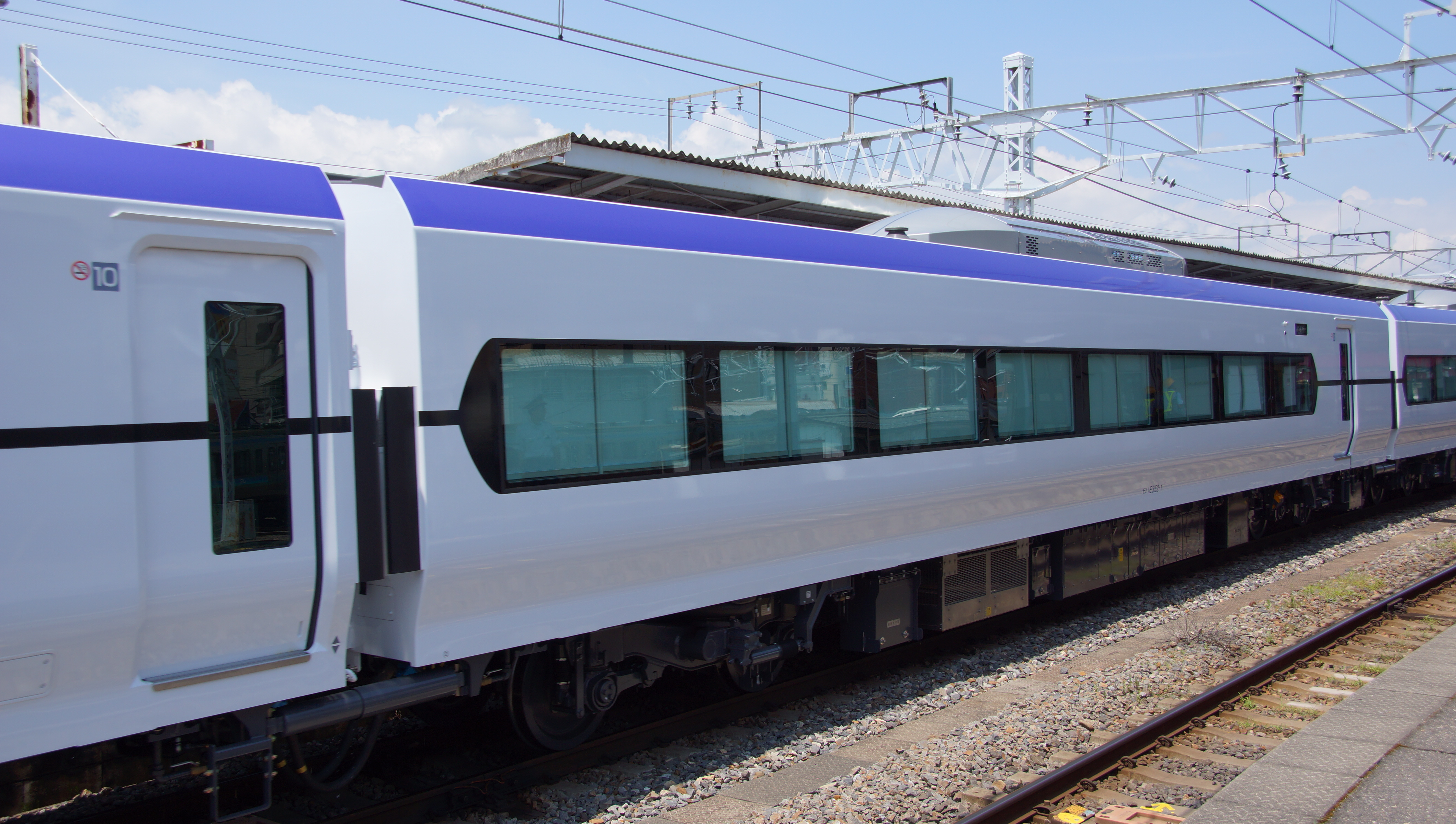
MoHa E352-1 （第11节）
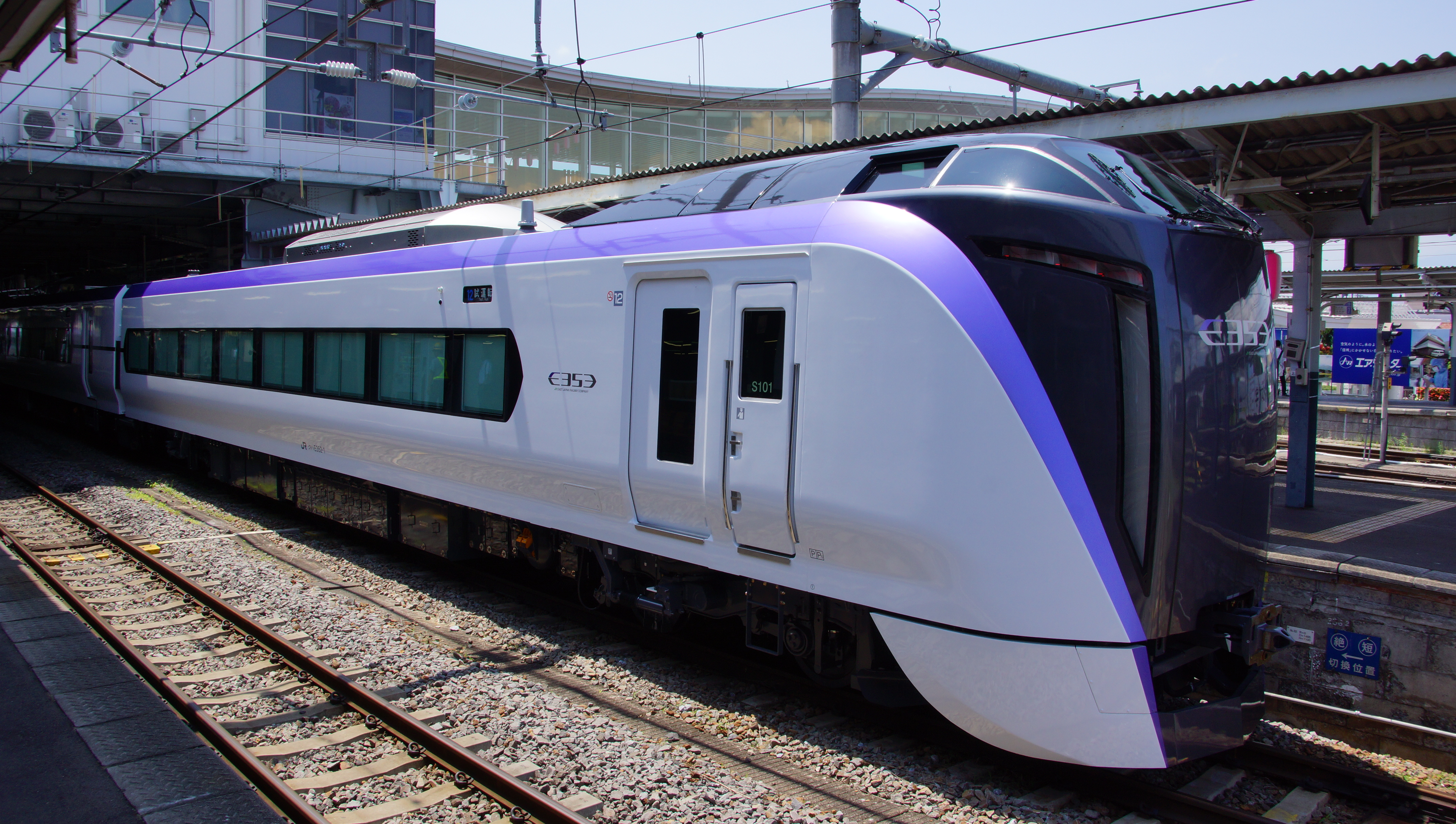
KuHa E352-1 （第12节）

## 内部
绿色车厢（头等）的座位为2+2横向布置，间距1,160 mm，酒红色的座椅意在营造柔和的氛围。普通车厢同样是2+2布置，座椅间距为960 mm（E351系列车的普通车厢座椅间距为970 mm）；淡蓝色的座椅代表着用于命名列车的河流梓川。每个坐席下方都有交流电插座。E353系列车也设置了通用设计的洗手间和闭路电视；并率先在JR东日本特急列车中使用LED照明。
因應「梓」號列車採全車指定席，但又販售座席未指定券允許未劃位旅客搭乘的乘車措施，故E353系於座椅上方設有座位使用狀況顯示燈。綠燈表示座位已被預約，黃燈表示座位將於下一個停靠站有乘客入座，紅燈表示座位為空位。

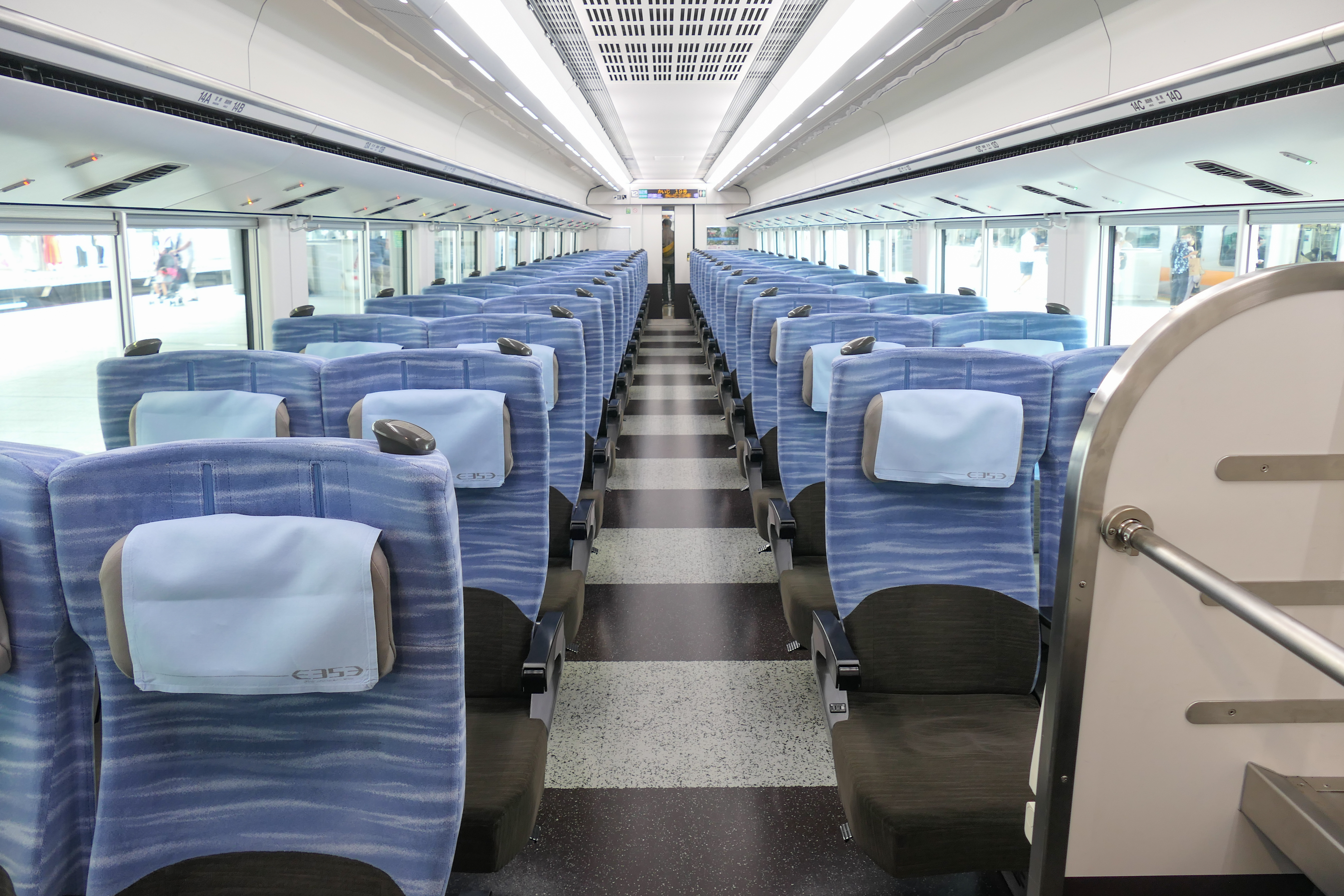
普通车厢普通车厢
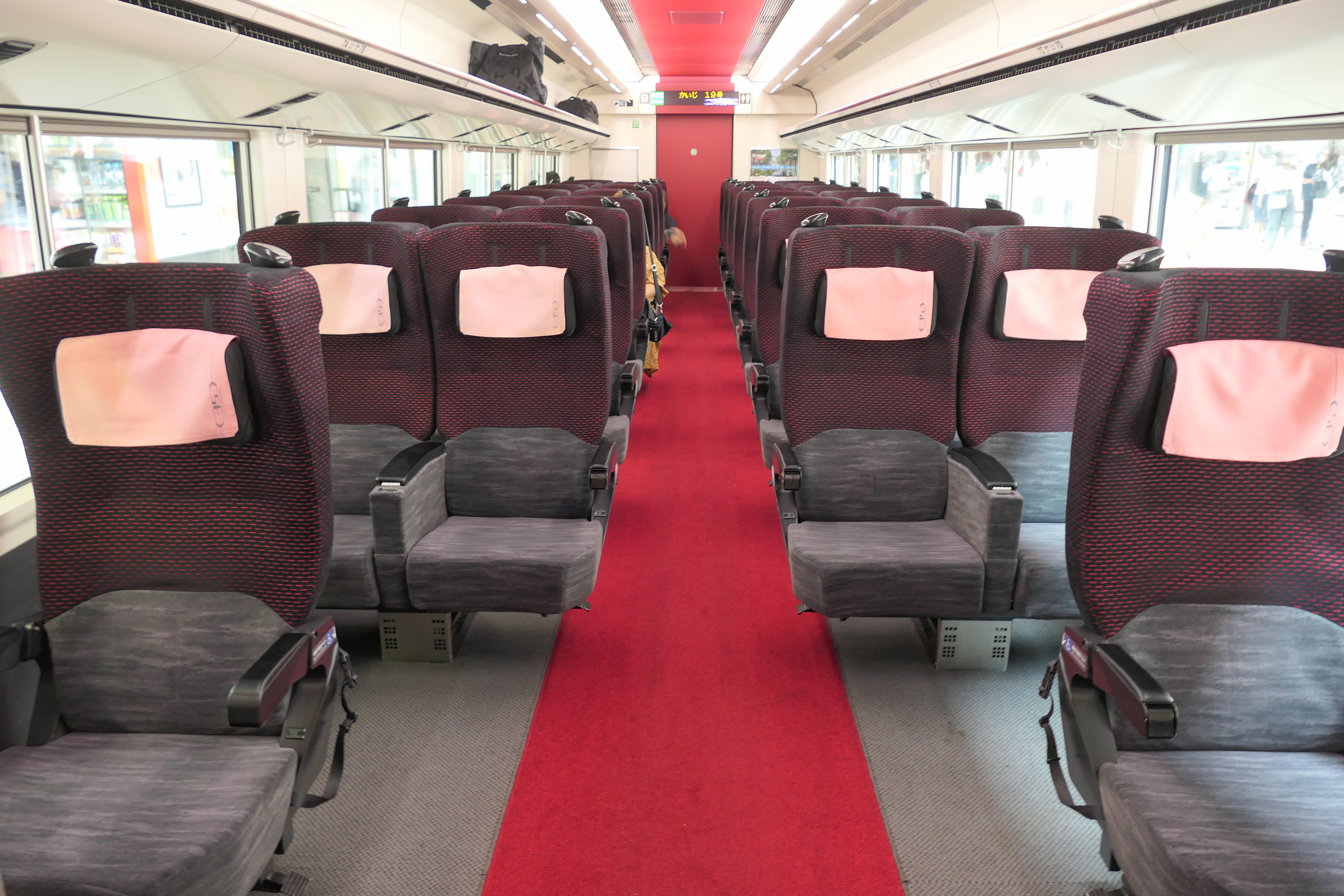
绿色车厢的座位
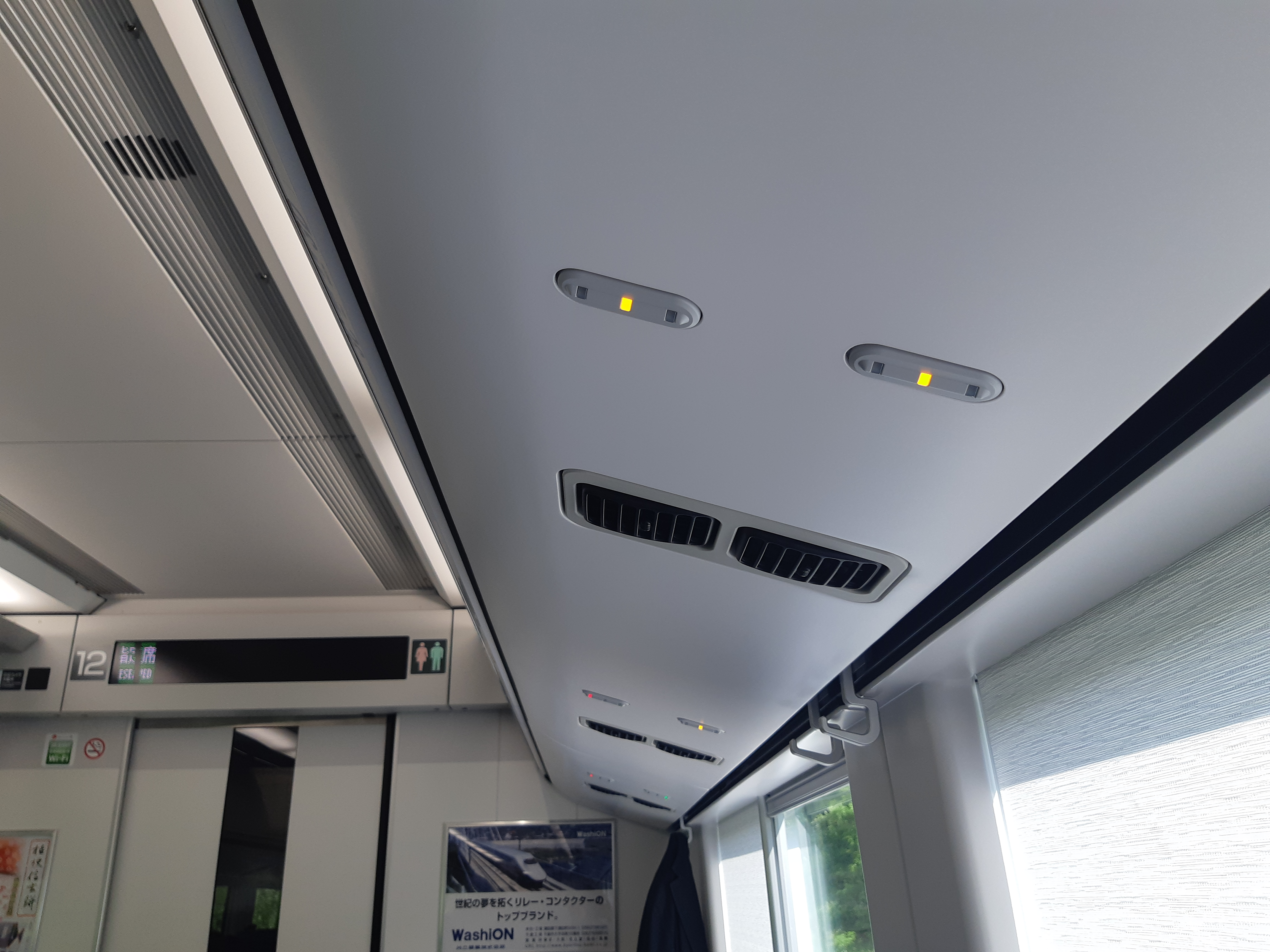
座位使用狀況顯示燈

## 历史

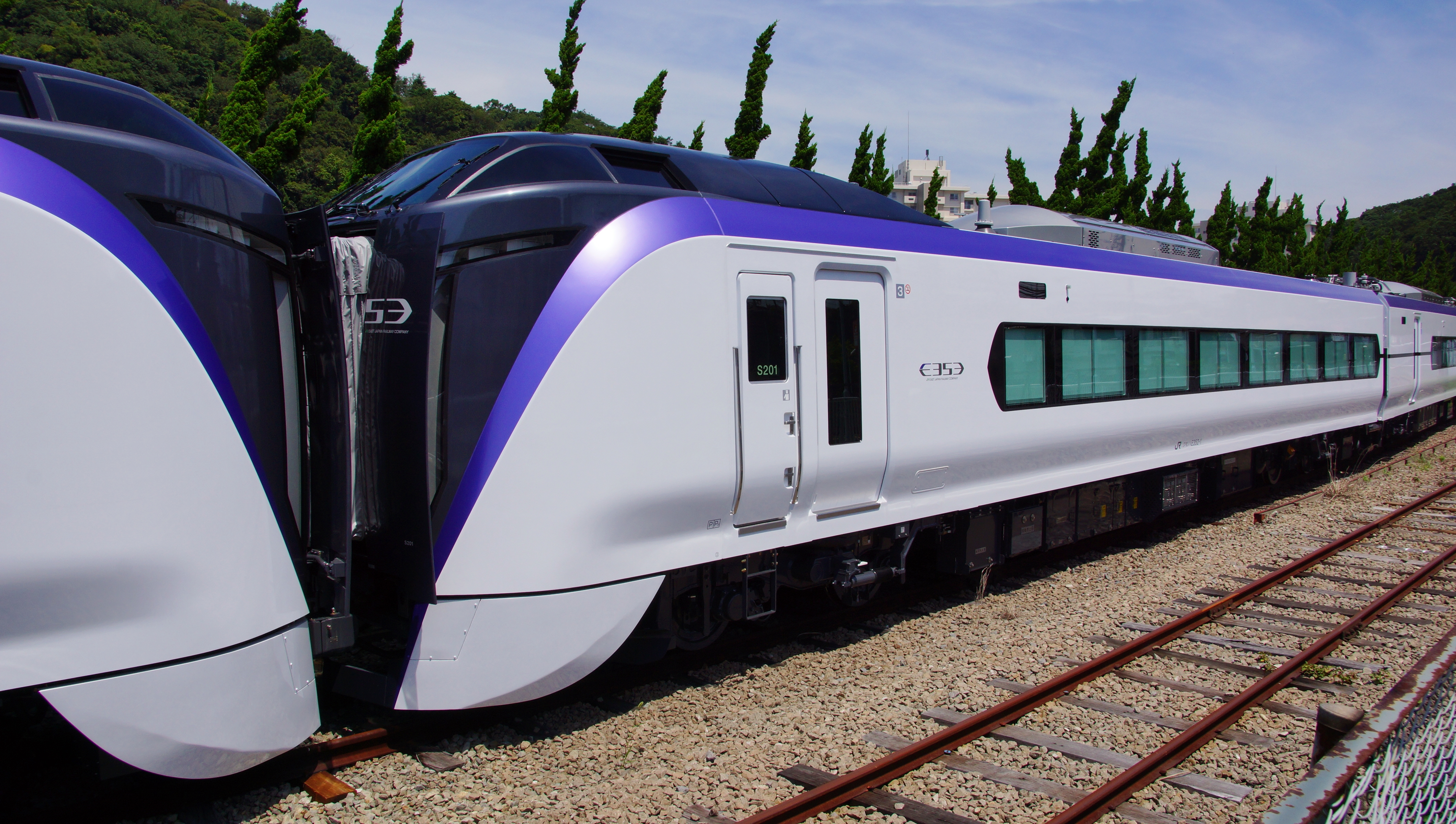
2015先行量产编组S101和S201在从综合车辆制作所横滨工厂交付的过程中途经神武寺站，2015年7月

JR东日本于2014年2月正式公开了新型列车的详情。
2015年7月，第一列E353系，包括9节基本编组和3节附属编组，由综合车辆制作所的横滨工厂交付至松本车辆中心。本线试运转于2015年7月29日开始。先行量产列车于2015年8月2日正式公开。
2017年12月24日，正式運行特急超級梓號。
2018年5月24日，此型電聯車獲得鐵道友之會的第58屆桂冠獎（ローレル賞）。
2019年3月16日的時刻改正中，原運行「梓」的E257系0番台退出中央本線，此後JR東日本在中央本線的特急統一由本型車行駛，「超級梓」廢止。同日增設「富士回游号列车」「八王子號、青梅號列車」，由本型車行走。
2023年3月20日，增設「信州號列車」，由本型車行走。